# سانپای
سانپای (به لاتین: Sanpai) یک شهرک در جمهوری خلق چین است که در شهرستان خودمختار لیانان یائو واقع شده‌است.